# Kevin Allen (Fußballspieler)
Kevin Allen (* 22. März 1961 in Ryde) ist ein ehemaliger englischer Fußballspieler.

## Karriere
Der auf der Isle of Wight geborene Allen gehörte als Apprentice (dt. Auszubildender) dem nahe gelegenen Viertligisten AFC Bournemouth an, bevor er dort im August 1979 zum Profi aufstieg. Als Ersatzmann hinter dem gleichaltrigen Phil Ferns auf der linken Außenverteidigerposition kam Allen im Verlauf der Saison 1979/80 am 1. März 1980 bei einer 0:2-Auswärtsniederlage bei Huddersfield Town zu seinem einzigen Pflichtspieleinsatz, am Saisonende verließ er den Klub. 
In den folgenden Jahren spielte Allen bei verschiedenen Klubs im Non-League football. Gemeinsam mit seinem Mannschaftskameraden Brian Benjafield wechselte er für die Saison 1980/81 zu Oxford City in die Isthmian League, das dortige Trainergespann bestand aus dem Weltmeister Bobby Moore und Harry Redknapp. Nach einem Jahr zog er in die Southern League zu Poole Town weiter, wo er mit Brian Chambers und John Evanson auf zwei frühere Bournemouth-Mitspieler traf. Im FA Cup 1983/84 erreichte er mit dem Klub die erste Hauptrunde, dort scheiterte man im Wiederholungsspiel am Drittligisten AFC Newport County, Allen gelang dabei der Ehrentreffer bei der 1:3-Niederlage.
1984 kehrte er auf die Isle of Wight zurück, spielte für den FC Newport IOW in der Hampshire League und verdiente seinen Lebensunterhalt fortan in Wootton Bridge als Betreiber von Appley Ltd, einem Anbieter von Plastikfenstern.